# Parafia św. Katarzyny w Pęczniewie
Parafia Świętej Katarzyny w Pęczniewie – rzymskokatolicka parafia położona we wsi Pęczniew. Administracyjnie należy do diecezji włocławskiej (dekanat warcki). 
Odpust parafialny odbywa się we wspomnienie Katarzyny z Aleksandrii – 25 listopada.
Proboszczowie
- ks. Józef Seweryn
- ks. Marek Daczkowski (od 2019)

## Kościoły i kaplice
- kościół parafialny: Kościół św. Katarzyny w Pęczniewie